# Frutillaria tenuiforceps
Frutillaria tenuiforceps är en tvåvingeart som beskrevs av Richards 1964. Frutillaria tenuiforceps ingår i släktet Frutillaria och familjen hoppflugor. Inga underarter finns listade i Catalogue of Life.